# Poll (vẹt)
Poll (biệt danh Polly) là một con vẹt nuôi, ban đầu thuộc sở hữu của Rachel Jackson, sau đó chồng bà là tổng thống thứ 7 của Hoa Kỳ Andrew Jackson nhận nuôi sau khi vợ qua đời. Theo một giai thoại chưa được xác thực, Poll đã bị mang đi khỏi đám tang của tổng thống Jackson vào năm 1845 vì nó gây náo loạn bằng cách hét lên những lời tục tĩu.

## Tiểu sử

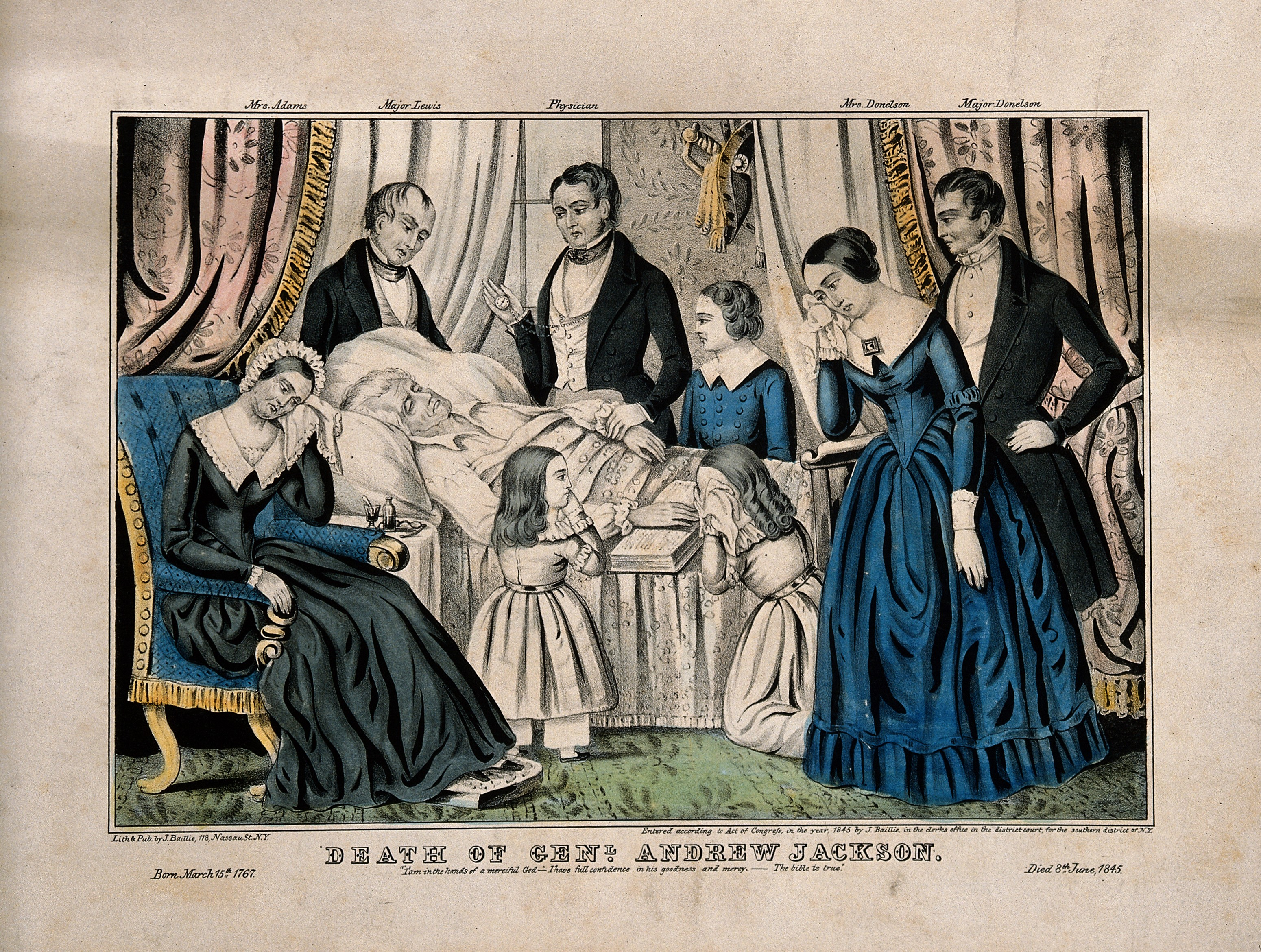
Cái chết của Andrew Jackson

Poll có biệt danh là Polly, là con vẹt được Andrew Jackson mua cho vợ mình là Rachel với giá 25 USD vào năm 1827, một năm trước khi bà qua đời. Jackson rất yêu quý Poll và thường viết thư cho cháu trai mình, William Donelson, hỏi thăm sức khỏe của vẹt; Donelson chăm sóc Poll trong lúc Jackson không thể. Trong các bức thư của mình, Donelson mô tả Poll "béo và láu lỉnh" và cho rằng con vẹt này sẽ "sống đến già". Sau năm 1837, Jackson ít viết thư có nội dung liên quan con vẹt này hơn, sở dĩ một phần là do Jackson đang nuôi với Poll vào thời điểm đó.
Ngày 10 tháng 6 năm 1845, tại đám tang của tổng thống Jackson, Poll được cho là hét lên những câu chửi thề rất to và lặp đi lặp lại, làm phiền những người tham dự đám tang. Mục sư William Menefee Norment là người có mặt ở đó. Ông nhớ lại rằng Poll "đã trở nên phấn khích và bắt đầu chửi thề thực sự to và lâu đến mức làm phiền mọi người và đã bị mang ra khỏi nhà tang lễ". Giáo sư Lịch sử Dan Feller tại Đại học Tennessee cho biết câu chuyện này "không thể chối cãi nhưng cũng không có bằng chứng xác thực". Norment (sinh tháng 9 năm 1829), mặc dù lúc đám tang thì mới 15 tuổi, nhưng đến tận khi 91 tuổi (năm 1921, tức gần 76 năm sau đó) thì ông mới viết về đám tang của tổng thống. Đây là lời kể của nhân chứng duy nhất được biết đến, một phần lời kể đó được con gái Norment là Fannie ghi nhận trong lá thư mà bà viết hộ cha mình.
Sau khi tổng thống Jackson qua đời, Poll có thể được gia đình còn lại của Jackson chăm sóc tại Hermitage (thành phố Nashville, tiểu bang Tennessee). Tài liệu cuối cùng nhắc về con vẹt Poll là lá thư năm 1850 do những đứa cháu nuôi của Jackson viết.